# Independencia (departamento do Chaco)
Independencia é um departamento da Argentina, localizado na província do Chaco.